# Hussein Onn
Tun Hussein bin Dato' Onn (* 12. Februar 1922 in Johor Bahru; † 29. Mai 1990 in San Francisco, Kalifornien) war ein malaysischer Politiker und von 1976 bis 1981 der dritte Premierminister von Malaysia. Er gehörte zur politisch dominanten Partei United Malays National Organisation (UMNO).
Hussein war ab 1973 Vizepremierminister von Malaysia. Nachdem sein Vorgänger, Abdul Razak, am 14. Januar 1976 an Leukämie starb, übernahm Hussein Onn am Folgetag das Amt des Premierministers.
Im Frühjahr 1981 musste sich Hussein einer Operation zur Anlage eines Koronararterien-Bypasses unterziehen, im Juli desselben Jahres trat er daraufhin aus Gesundheitsgründen von seinem Amt zurück. Sein Nachfolger wurde Mahathir bin Mohamad. Hussein starb am 29. Mai 1990 in San Francisco. Wie sein Vorgänger Abdul Razak wurde er im Makam Pahlawan bestattet, einem Mausoleum für bedeutende Persönlichkeiten Malaysias, nahe der malaysischen Staatsmoschee, der Masjid Negara.